# 劉毓盤
劉毓盤（1867年—1927年），字子庚，號椒禽。
劉履芬之子。生於同治六年（1867年），早年師從谭献，二十歲即擅詩詞，光緒二十三年（1897年）登贡榜，授陝西候補知縣。民国初，执教于浙江第一师范。1919年秋，任北京大学文学院国文系教授，主讲词史、词曲学、中国诗文名著选等课。著有《唐五代宋辽金元名家词集六十种辑》、《濯绛宦诗》、《词史》，其中词史是任北京大学教授时的讲稿。晚年词作《掓禽词》，凄清悱恻，工致动人。一生专心治学，生活俭朴，不善理财，卒后无以为葬。友人为其整理书籍，发现书内夹有散乱银票，数以万计，方能处理后事。